# Aver-o-Mar (Sirinhaém)
Aver-o-Mar é um povoado do município brasileiro de Sirinhaém.

## História
Antigamente, habitada apenas por pescadores, Aver-o-Mar residia na praia do Gamela e pertencia a um empresário português, que construiu uma vila no fim da década de 70 através de financiamentos e obrigou os moradores de Gamela a adquirirem as parcelas do financiamento, desocupando a faixa de praia.

## Topônimo
O nome do povoado é uma homenagem à cidade natal do ex-proprietário: Aver-o-Mar, uma freguesia do concelho de Póvoa do Varzim, na Região Norte de Portugal. A Aver-o-Mar portuguesa situa-se no litoral e também era habitada inicialmente por pescadores.